# Chrionota townesi
Chrionota townesi är en stekelart som beskrevs av Tohru Uchida 1957. Chrionota townesi ingår i släktet Chrionota och familjen brokparasitsteklar. Inga underarter finns listade i Catalogue of Life.